# Іван Олександрович (князь рязанський)
Іван III Олександрович (рос. Иван Александрович; д/н — 1350/1351) — великий князь рязанський у 1343—1344 роках, князь пронський у 1344—1350/1351 роках.

## Життєпис
За різними версіями був сином князя Олександра Ярославича Рязанського або князя Олександра Михайловича Пронського. 1342 року коли син останнього Ярослав-Дмитро став великим князем рязанським, то Іван Олександрович призначається намісником в Переяславлі-Рязанському, а столицю перенесено до Ростиславля-Рязанського.
1343 року після смерті Яросла-Дмитра Олександровича стає новим великим князем Рязанським. Втім 1344 року за невідомих обставин поступився владою в Рязані братові Василю. Натомість отримав Пронське князівство.
Помер Іван Олександрович у 1350 або 1351 році.

## Родина
Висувається теорія, що його дітьми були:
- Анастасія (д/н— після 1371), дружина боярина Івана Мирославича
- Олег (1336—1402), великий князь Рязанський